# Автошлях Н 30
Автошля́х Н 30 — автомобільний шлях національного значення в Україні, пролягає територією Запорізької області через Василівку — Токмак — Бердянськ. Загальна довжина — 136,4 км.
Влітку 2018 року було  заплановано середній ремонт автошляху. У 2020 році було завершено капітальний ремонт 112,3 км ділянки автошляху

## Маршрут
Автошлях пролягає через населені пункти:
| Автошлях Н 30      |                    |
| Запорізька область |                    |
| Василівський район |                    |
| Василівка          | М18E58Т 0817Т 0818 |
| Широке             |                    |
| Таврія             |                    |
| Пологівський район |                    |
| Покровське         |                    |
| Токмак             | Р85Т 0408          |
| Лугівка            |                    |
| Бердянський район  |                    |
| Широкий Яр         |                    |
| Замістя            |                    |
| Красне             |                    |
| Зеленівка          |                    |
| Юр'ївка            |                    |
| Дмитрівка          |                    |
| Азовське           | М14E58             |
| Бердянськ          |                    |